# Clemens Heni
Clemens Heni (* 1970 in Reutlingen) ist ein deutscher Politikwissenschaftler, Publizist, Verleger sowie Gründer und Leiter des „Berlin International Center for the Study of Antisemitism“. Seine Schwerpunkte in Forschung und Publikationen sind Antisemitismus nach 1945 und Neue Rechte in Deutschland.

## Werdegang
Clemens Heni studierte Philosophie, Geschichte, Empirische Kulturwissenschaft und Politikwissenschaft an den Universitäten Tübingen, Bremen sowie an der Freien Universität Berlin (FU). Seine Promotion erfolgte 2006 im Fach Politikwissenschaft an der Leopold-Franzens-Universität Innsbruck. Die Gutachter seiner Dissertation Ein völkischer Beobachter in der BRD. Die Salonfähigkeit neu-rechter Ideologeme am Beispiel Henning Eichberg waren Anton Pelinka und Andrei S. Markovits.
2008/2009 war Heni als Post-Doktorand („Post-Doctorate Associate“) an der Yale Initiative for the Interdisciplinary Study of Antisemitism (YIISA) der Yale University in New Haven im US-Bundesstaat Connecticut angestellt. Das Zentrum wurde 2011 nicht weiter finanziert.
Heni gründete 2011 das „Berlin International Center for the Study of Antisemitism“ (BICSA) und 2014 den Verlag „Edition Critic“.

## Werk und Rezeption
Salonfähigkeit der Neuen Rechten
Seine von verschiedenen Stiftungen geförderte Dissertation wurde Anfang 2007 als Buch unter dem Titel  Salonfähigkeit der Neuen Rechten. „Nationale Identität“, Antisemitismus und Antiamerikanismus in der politischen Kultur der Bundesrepublik Deutschland 1970–2005 publiziert. Heni untersucht darin den Einfluss neu-rechter Ideologie auf die politische Kultur in Deutschland seit den 1970er Jahren und stellt ein 10-Punkte-Schema zur Frage „Was heißt Neue Rechte?“ auf: 1) Antiuniversalismus, 2) Nationale Identität, 3) Die Parole „Volk statt Staat“, 4) Ethnopluralismus, 5) Antiamerikanismus, 6) Antisemitismus, 7) Nationaler Sozialismus, 8) Neuheidentum, 9) Die Rehabilitation der „guten Seiten“ des Nationalsozialismus, 10) Konservativ-Revolutionäre. Seine Untersuchung baute Heni methodisch auf die Marxsche Wert- und Ideologiekritik sowie deren postmarxistische Weiterentwicklung in der „Kritischen Theorie“ (S. 27 ff.) auf.
Rezensionen erfolgten unter anderem durch die Landeszentrale für politische Bildung Brandenburg, in den Zeitschriften Neue Politische Literatur 1/2008, Zeitschrift für Politikwissenschaft 4/2007, Tribüne. Zeitschrift zum Verständnis des Judentums 4/2008, dem Jahrbuch Extremismus & Demokratie 2008 sowie den Online-Zeitschriften HaGalil und Jüdische Allgemeine. Mathias Brodkorb veröffentlichte 2009 auf Endstation Rechts, Heni bemühe zum Beweis seiner Thesen absurde Beweisführungen, die Ergebnisse seien teilweise „schreiend komisch“. Bei Anlegung seiner eigenen Maßstäbe müsste Heni auch sich selbst als sekundären Antisemiten beurteilen. Karl Pfeifer kam zu dem Schluss, Heni beweise, „dass man ein wissenschaftliches Buch so schreiben kann, dass es auch eine spannende Lektüre wird für jeden, der sich mit Politik in Deutschland und Österreich beschäftigt“.
Schadenfreude. Islamforschung und Antisemitismus in Deutschland nach 9/11
Im August 2011 publizierte er die Studie „Schadenfreude. Islamforschung und Antisemitismus in Deutschland nach 9/11“. Die Studie wurde in Kooperation mit dem Arabisten und Historiker Wolfgang G. Schwanitz und als Teil eines vom Middle East Forum (MEF) und seinem Präsidenten Daniel Pipes in Philadelphia unterstützten Projektes erarbeitet.
Beitrag zum World Almanac of Islamism
2011 publizierte Heni im weltweit ersten Almanach über Islamismus („World Almanac of Islamism“), herausgegeben von der Denkfabrik American Foreign Policy Council (AFP) in Washington D.C., den Eintrag über Islamismus in Deutschland.
Antisemitism. A Specific Phenomenon
Seine Studie „Antisemitism: A Specific Phenomenon“ aus dem Jahr 2013, die sich u. a. mit der Einzigartigkeit des Holocaust beschäftigt, wurde vor allem in den USA positiv aufgenommen.
Eine Alternative zu Deutschland
Sein Essayband „Eine Alternative zu Deutschland“ von 2017 wurde von dem Kolumnisten Wolfgang Brosche positiv rezensiert.

## Positionen und Kontroversen
Die jüdische Wochenzeitung Jewish Ledger aus den USA zitierte Heni in einem biografischen Artikel über ihn im Jahr 2010 mit der Aussage, bei vielen seiner (ehemaligen) Studienkollegen und deutschen Forschern gehe eine Analyse des Nationalsozialismus und des Holocaust häufig einher mit antizionistischen Positionen. Dazu komme vor allem nach dem islamistisch motivierten Massenmord vom 11. September 2001 ein salonfähiger Antiamerikanismus.
Mit einem Beitrag in der Jerusalem Post am 3. Dezember 2008 war er Mitinitiator einer intensiven Debatte über Islamophobie und Antisemitismus, die sich anlässlich einer kontroversen Konferenz des Zentrums für Antisemitismusforschung (ZfA) der Technischen Universität Berlin im Dezember 2008 mit dem Titel „Feindbild Muslim – Feindbild Jude“ entwickelte. Scharfe Kritik an Henis Aussagen kam dabei von Micha Brumlik, der Heni und den Mitautoren Henryk M. Broder und Matthias Küntzel vorwarf, durch eine „publizistische Kampagne“ Wolfgang Benz, den Leiter des ZfA, in die Nähe des Antisemitismus zu rücken und sich dabei selbst „ebenso fundamentalistisch“ zu verhalten „wie die radikalen Islamisten“. Der israelische Holocaustforscher Yehuda Bauer nahm Benz und das ZfA gegen die Vorwürfe ebenfalls in Schutz. Auch Mathias Brodkorb teilte die Kritik an Henis Einschätzungen und sprach von „Philosemitismus – de[m] wohlmeinenden, aber in umgekehrter Richtung ebenfalls falsch verallgemeinernden Bruder des Antisemitismus“.
Ein kritischer wissenschaftlicher Artikel von Heni über die Forschungen am ZfA im Oktober 2009 im amerikanischen Journal for the Study of Antisemitism (JSA) führte aufgrund von Rücktrittsdrohungen mehrerer „Board“-Mitglieder, die die Kritik Henis am ZfA nicht teilten, zu seiner vorübergehenden Suspendierung aus dem „Board“, wie die Jerusalem Post berichtete. Andere „Board“-Mitglieder von JSA protestierten gegen Henis Suspendierung und stellten sich öffentlich hinter ihn, darunter die Professoren Paul Lawrence Rose, Robert S. Wistrich, Milton Shain, Alvin H. Rosenfeld, Sander L. Gilman.
Mit zwei Artikeln auf dem Weblog „Achse des Guten“ vom 15. und vom 27. Januar 2010 über Karl Bosl, den Doktorvater von Wolfgang Benz, wies Heni darauf hin, dass Bosl ein ehemaliger Nationalsozialist war und Benz ihn noch in den 1980er Jahren gewürdigt hatte. Bosl war u. a. Mitglied in der NSDAP und der SA und wurde aufgrund eines Forschungsantrages im Jahr 1938 von der Schutzstaffel (SS) in einem wissenschaftlichen Projekt bezahlt. Noch nach 1945 war Bosl in antisemitischen Kreisen aktiv und hielt 1964 einen Vortrag beim Witikobund, worin er die Vertreibung der Deutschen aus dem Osten mit dem Holocaust gleichsetzte. Die Mittelbayerische Zeitung berichtete im Oktober 2011 über Henis Kritik an Bosls Aktivitäten im Nationalsozialismus. Im November 2011 wurde ein 2008 nach Bosl benannter Platz in der bayerischen Stadt Cham wieder umbenannt und weitere Ehrungen Bosls zurückgenommen.
2013 kritisierte Heni erneut Micha Brumlik, der sich für eine Änderung der israelischen Einwanderungspolitik ausgesprochen hatte, und unterstellte ihm eine „langfristig angelegte Delegitimationskampagne gegen den jüdischen Staat Israel“. Die Redaktion der Zeitschrift konkret charakterisierte Heni daraufhin, aufgrund dessen „böswilliger Interpretation“ von Brumliks Aussagen, als „Bekloppten“. Jörn Schulz ordnete Henis Kritik in der Jüdischen Allgemeinen einer antideutschen Position zu.
Im Dezember 2017 führte die Journalistin Katja Thorwarth ein Interview mit Heni, das im Feuilleton der Frankfurter Rundschau (S. 34/35) am 16. Dezember publiziert wurde. Am 18. Dezember 2017 wurde das Interview leicht ergänzt auch online publiziert. Eine Kernthese des Gesprächs lautete, dass das „Sommermärchen von 2006“ (die Fußball-Weltmeisterschaft der Männer, die in Deutschland stattfand) den Nationalismus befördert und „der AfD“ den „Boden bereitet“ habe. Seine Studie „Der Komplex Antisemitismus“ wurde am 3. Dezember 2018 im Radio WDR 5 („Scala“) und am 4. Dezember 2018 auf WDR 3 („Mosaik“) vorgestellt.
Im November 2017 kritisierte Heni in der Times of Israel den Historiker Daniel Pipes und dessen Unterstützung für den Blog „Journalistenwatch“, den Heni als „rechtsextrem“ („extreme right-wing“) und ein „Sprachrohr der Alternative für Deutschland (AfD)“ bezeichnete. Das von Pipes gegründete Middle East Forum stellte daraufhin laut Heni sämtliche finanzielle Unterstützung seines Berliner Zentrums ein, das es maßgeblich finanziert hatte.
Heni kritisiert die vorbehaltlose Unterstützung der Ukraine nach dem russischen Angriffskrieg gegen das Land durch den Westen. Seine Kritik begründet er mit verbreiteten antisemitischen Positionen in der Ukraine.  

## Auszeichnungen
Für einen Artikel über Antisemitismus, den Holocaust und die Rolle von Viktors Arājs bei der Ermordung der Juden in Lettland während der Shoah erhielt Heni im Oktober 2010 in New York City einen Preis für den „best original essay“ der Zeitschrift Journal for the Study of Antisemitism, deren Board of Directors er angehörte.

## Bücher
- Salonfähigkeit der Neuen Rechten. „Nationale Identität“, Antisemitismus und Antiamerikanismus in der politischen Kultur der Bundesrepublik Deutschland 1970–2005. Henning Eichberg als Exempel. Mit einem Vorwort von Anton Pelinka. Marburg 2007 [zgl. Diss. Uni Innsbruck 2006], ISBN 978-3-8288-9216-3
- Antisemitismus und Deutschland – Vorstudien zur Kritik einer innigen Beziehung, Morrisville 2009, ISBN 978-3-00-027564-7
- Schadenfreude. Islamforschung und Antisemitismus in Deutschland nach 9/11, Berlin 2011, ISBN 978-3-9814548-0-2
- (Gemeinsam mit Thomas Weidauer als Herausgeber): Ein Super-GAUck. Politische Kultur im neuen Deutschland. Mit Beiträgen von Wolfgang Wippermann, Efraim Zuroff, Anton Maegerle, Patrick Gensing, Deniz Yücel u. a., Berlin 2012, ISBN 978-3-9814548-2-6 (Rezension Publikative.org: „Ein Super-GAUck“)
- Antisemitism Specific Phenomenon. Holocaust Trivialization – Islamism – Post-colonial and Cosmopolitan anti-Zionism, Berlin 2013, ISBN 978-3-9814548-5-7
- Kritische Theorie und Israel. Max Horkheimer und Judith Butler im Kontext von Judentum, Binationalismus und Zionismus (The Berlin International Center for the Study of Antisemitism (BICSA) / Studien zum Nahen Osten), Band 2, Berlin 2014, ISBN 978-3-9814548-8-8
- Eine Alternative zu Deutschland: Essays. (The Berlin International Center for the Study of Antisemitism/Studien zum Rechtsextremismus und zur Neuen Rechten, Band 2) Berlin 2017, ISBN 978-3-946193-18-0
- Der Komplex Antisemitismus. Dumpf und gebildet, christlich, muslimisch, lechts, rinks, postkolonial, romantisch, patriotisch: Deutsch. (The Berlin International Center for the Study of Antisemitism (BICSA) / Studien zum Antisemitismus, Band 7), Berlin 2018, ISBN 978-3-946193-21-0
- Gemeinsam mit Gerald Grüneklee und Peter Nowak: Corona und die Demokratie. Eine linke Kritik. Mit einem Geleitwort von Rebecca Niazi-Shahabi, Edition Critic, Berlin 2020, ISBN 978-3-946193-33-3
- Gefährderansprache, Hrsg. Edition Critic, Berlin 2020, ISBN 978-3-946193-34-0
- Die unheilbar Gesunden: Ein intellektuelles Tagebuch, das Plastikwort Inzidenz und die Impf-Apartheid, Edition Critic, Berlin 2021, ISBN 978-3-946193-35-7
- Pandemic Turn: Antisemitismusforschung und Corona, Edition Critic, Berlin 2023, ISBN 978-3-946193-39-5

## Herausgeber von Schriftenreihen
- Robert S. Wistrich: Muslimischer Antisemitismus. Eine aktuelle Gefahr. Aus dem Englischen von Clemens Heni, unter Mitarbeit von Thomas Weidauer. Mit einem Vorwort von Clemens Heni, einem Nachwort von Robert S. Wistrich sowie einer Bibliografie der Schrift von Robert S. Wistrich seit 1973 (=The Berlin International Center for the Study of Antisemitism (BICSA), Studien zum Antisemitismus, Band 2), Berlin 2011, ISBN 978-3-9814548-1-9.
- Anton Maegerle: Vom Obersalzberg bis zum NSU: Die extreme Rechte und die politische Kultur der Bundesrepublik 1988–2013 (=The Berlin International Center for the Study of Antisemitism (BICSA), Studien zum Rechtsextremismus und zur Neuen Rechten, Band 1), Berlin 2013, ISBN 978-3-9814548-6-4
- Ben Cohen: Some Of My Best Friends. A Journey Through Twenty-First Century Antisemitism. (=The Berlin International Center for the Study of Antisemitism (BICSA) Studies in Antisemitism, Band 4), Berlin 2014, ISBN 978-3-9814548-9-5.
- Georg M. Hafner, Esther Schapira: Das Kind, der Tod und die Medienschlacht um die Wahrheit. Der Fall Mohammed al-Durah. (=The Berlin International Center for the Study of Antisemitism (BICSA), Studien zum Nahen Osten, Band 3), Berlin 2014, ISBN 978-3-9814548-7-1.
- Karl Pfeifer: Einmal Palästina und zurück. Ein jüdischer Lebensweg. (=The Berlin International Center for the Study of Antisemitism (BICSA), Studien zum Nahen Osten, Band 4), Berlin 2015, ISBN 978-3-9815919-2-7.
- Robert S. Wistrich: Der antisemitische Wahn. Von Hitler bis zum Heiligen Krieg gegen Israel. Mit einem Vorwort von Robert S. Wistrich, Mai 2015 und dem Nachruf „Das Ende einer Epoche“. Aus dem Englischen von Karl Heinz Siber (=The Berlin International Center for the Study of Antisemitism (BICSA), Studien zum Antisemitismus, Band 5), Berlin 2015, ISBN 978-3-946193-13-5.
- Wiebke Dursthoff: Kibbutz und Bauhaus. Arieh Sharon und die Moderne in Palästina. (=The Berlin International Center for the Study of Antisemitism (BICSA), Studien zum Nahen Osten, Band 5) [zgl. Diss. Uni Hannover 2010]), Berlin 2016, ISBN 978-3-946193-01-2
- Fania Oz-Salzberger/Yedidia Z. Stern (Hrsg.): Der israelische Nationalstaat. Politische, verfassungsrechtliche und kulturelle Herausforderungen. (=The Berlin International Center for the Study of Antisemitism (BICSA), Studien zum Nahen Osten, Band 6), Aus dem Englischen von Clemens Heni und Michael Kreutz, Berlin 2017, ISBN 978-3-946193-05-0.

## Ausgewählte Artikel
- Ahasver, Moloch und Mammon. Der ‘ewige Jude‘ und die deutsche Spezifik in antisemitischen Bildern seit dem 19. Jahrhundert, in: Andrea Hoffmann et al. (Hrsg.), Die kulturelle Seite des Antisemitismus zwischen Aufklärung und Shoah, Tübingen 2006, 51–79
- 1968=1933? Götz Alys Totalitarismusfiktion, in: Blätter für deutsche und internationale Politik, Vol. 53, No. 4, 2008, 47–58
- Sekundärer Antisemitismus. Ein kaum erforschter Teil des Post-Holocaust-Antisemitismus, Tribüne. Zeitschrift zum Verständnis des Judentums, Vol. 47, Nr. 187, 2008, 132–142
- Secondary Anti-Semitism. From Hard-core to Soft-core Denial of the Shoah, Jewish Political Studies Review, 20:3–4, 2008, 73–92
- Antisemitism as a Specific phenomenon, Journal for the Study of Antisemitism, Jg. 1, Nr. 1, 2009, 29–38
- The Prague Declaration, Holocaust Obfuscation and anti-Semitism, in: Věra Tydlitátová/Alena Hanzová (Hrsg.), Anatomy of Hatred: Essays on Anti-Semitism, Pilsen, University of West Bohemia. The Centre of Middle Eastern Studies, 2009, 47–59
- German Ideology: Understanding Ahasver, Mammon, and Moloch, Journal for the Study of Antisemitism, Vol. 2, No. 1, 2010, 49–87
- Germany, in: The American Foreign Policy Council (Hg.), World Almanac of Islamism, Lanham 2011, 437–449
- Die Abwehr der Erinnerung an den Holocaust und die komparatistische Obsession, in: Clemens Heni/Thomas Weidauer (Hrsg.) (2012), Ein Super-GAUck. Politische Kultur im neuen Deutschland, Berlin 2012, 7–42
- Antisemitism in UK Academia, Journal for the Study of Antisemitism, Vol. 5, No. 1, 2013, 4401–4415
- Nachruf: Das Ende einer Epoche, in: Robert S. Wistrich: Der Antisemitische Wahn. Von Hitler bis zum Heiligen Krieg gegen Israel. Mit einem Vorwort von Robert S. Wistrich, Mai 2015 und dem Nachruf »Das Ende einer Epoche«, Berlin 2015, i–xvi
- Auch Deutsche unter den Opfern. 70 Jahre Ende des Nationalsozialismus: Über die Erinnerungspolitik und den Antisemitismus seit 1945, www.literaturkritik.de[37], 4. Mai 2015
- Kibbutz und Bauhaus. Arieh Sharon und die Moderne in Palästina (wie oben angegeben), Berlin 2016, 10–18
- Studying Antisemitism: Some Troubling Trends in Academia, in: Robert S. Wistrich (ed.): Anti-Judaism, Antisemitism, and Delegitimizing Israel, Lincoln, NE 2017, 144–150
- „Jenseits „heiterer Philologie“? Vom SS-Ahnenerbe in die Bundesrepublik: Karl Bosl und sein Schüler Wolfgang Benz“, in: Danielle Buschinger et al., (eds), Mélanges offerts à Jeff Richards par ses amis à l’occasion de son 65e anniversaire, Centre d’Etudes Médiévales de la Picardie, Amiens 2017
- Vorwort: Zionismus und die Realität an deutschen Universitäten heute, in: Wiebke Dursthoff,
- Prolegomena zu einer kritischen Antisemitismusforschung in der Pädagogik, 14. Mai 2019
- Spatial turn goes Antifa – Arch+ 235, die Neue Rechte und der antisemitische Fleck des Postkolonialismus, 4. September 2019
- Zur Rechten Zeit: Wider die Rückkehr des Nationalismus, Portal für Politikwissenschaft, 13. November 2019
- Das Ende einer linksradikalen Ära: Zum Tode von Hermann L. Gremliza (20.11.1940–20.12.2019), 23. Dezember 2019
- Türen zu für Antisemiten: Zur Rolle des Jüdischen Museums Berlin (mit Michael Kreutz), Der Tagesspiegel, 2. Januar 2020, S. 22